# Ribat

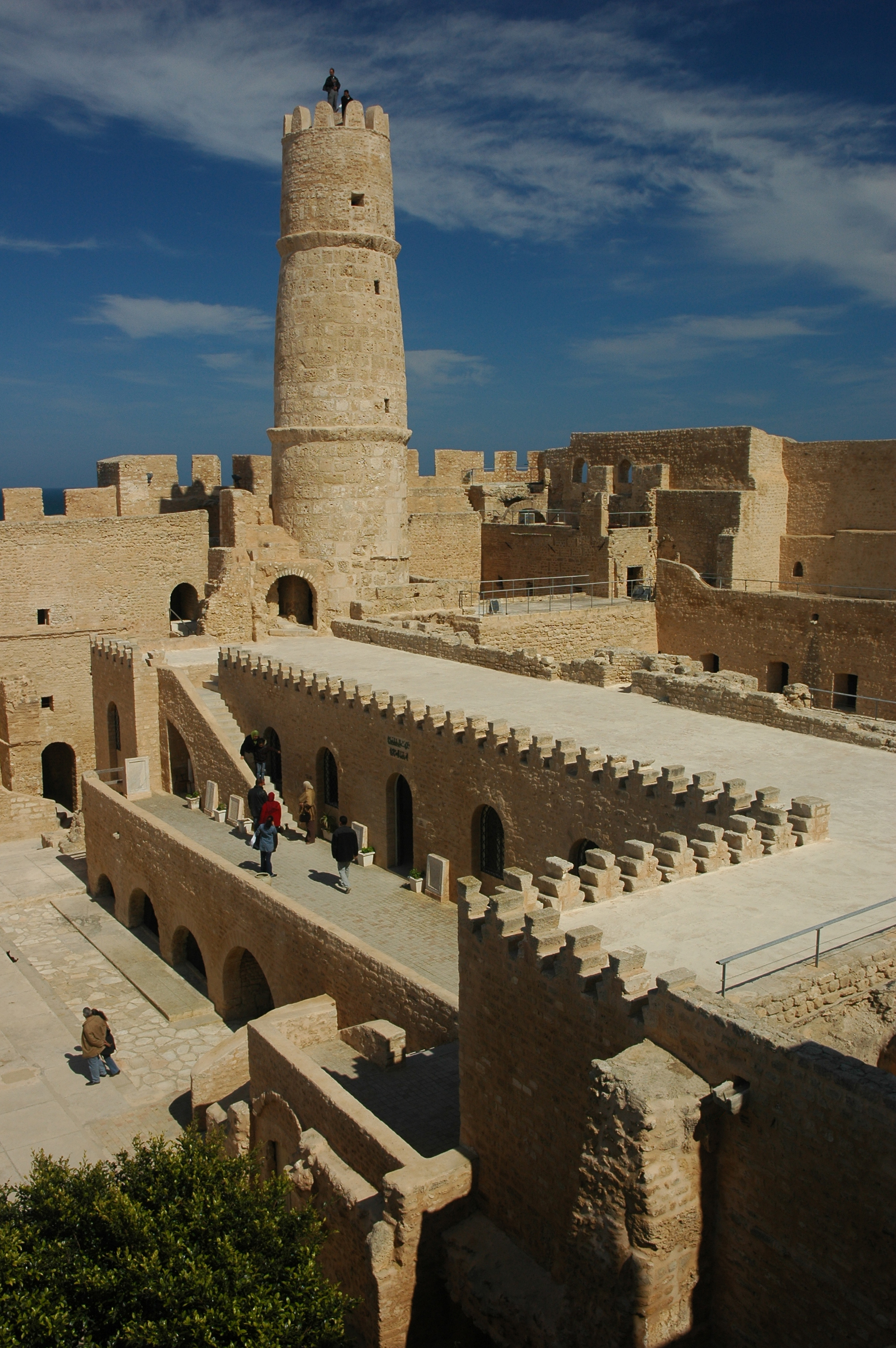
De ribat van Monastir

Een ribat (Arabisch: رباط ribāṭ, versterkt klooster) is een Arabische term voor een fort aan de grens van het islamitische gebied ten tijde van de islamitische verovering van Noord-Afrika. Deze forten huisvestten vrijwillige strijders die streden voor de jihad. Later werden de forten gebruikt om handelsroutes en afgelegen moslimgemeenschappen te beschermen.
Het bouwen van een ribat, of de uitbreiding ervan, gold als een vrome daad. Naast hun functie van fort fungeerden de ribats ook als karavanserai, een overnachtingsplek voor karavanen. De ribats huisvestten naast soldaten ook islamitische leermeesters.
De eerste ribat in Noord-Afrika is tegen het einde van de achtste eeuw gebouwd in Monastir, aan de Middellandse Zeekust. De ribat van Monastir werd opgericht door de emir van Ifriqiya Harṯama b.Aʿyan (†796) op de resten van een Byzantijns klooster.
Het militaire en religieuze karakter van de ribats uit zich in de architectuur. De ribat van Sousse, de best bewaarde ribat, uit de tijd van de Aghlabiden heeft een moskee, woonverblijven en een versterkte toren. De versterkte binnenplaats wordt omringd door de verblijven van militairen en heeft hoektorens.
De ribats, die tegenwoordig veelal zijn afgebroken of omgebouwd, bestaan nog voort in enkele geografische namen, zoals het Spaanse La Ràpita en het Marokkaanse Rabat.